# シャルル＝アントワーヌ・コワペル
シャルル＝アントワーヌ・コワペル（Charles-Antoine Coypel、1694年7月11日 - 1752年6月14日）は、フランスの画家である。

## 略歴
パリで生まれた。祖父のノエル・コワペル、父親のアントワーヌ・コワペルとも有力な画家で、父親は王室の筆頭画家(premier peintre du roi)であった。1715年から王立絵画彫刻アカデミーで学び、1722年に父親が亡くなった後、宮廷画家を継いだ。1747年に王立絵画彫刻アカデミーの会長になり、王室の筆頭画家に任じられた。多くのヴェルサイユ宮殿の装飾画を描き、ルイ15世の公妾、ポンパドゥール夫人のために絵を描いた。
タペストリーのデザインにも優れ、王立ゴブラン工場のために30点ほどのタペストリーのデザインをした。
絵画の他に1717年から1747年の間に、40編ほどの劇台本を執筆したとされ、1720年に出版された"Les Folies de Cardenio"は当時10歳の国王、ルイ15世と宮廷人や本職の役者たちによってテュイルリー宮殿で、演じられた。

## 作品

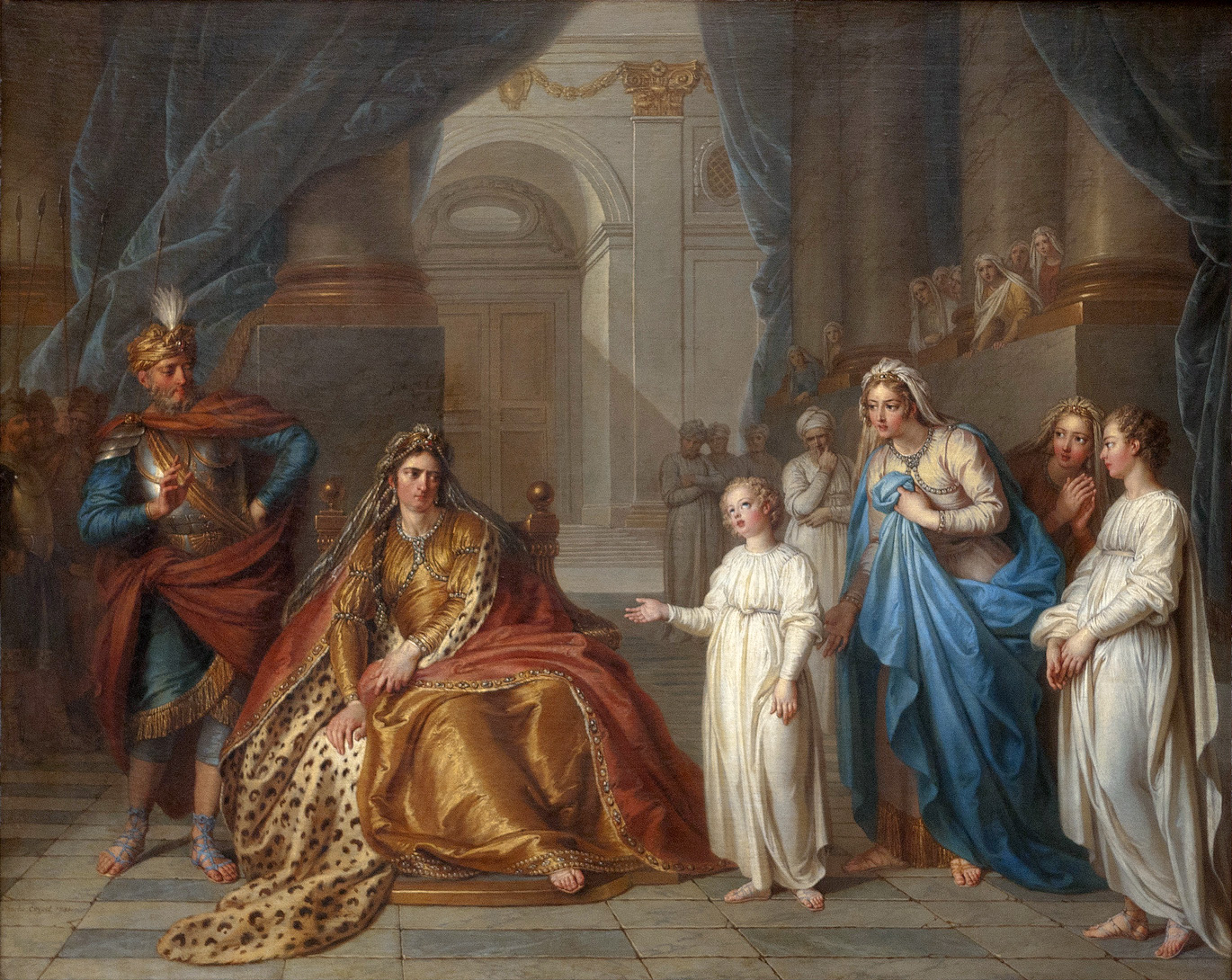
ラシーヌの劇、「アタリー」の場面 (1741)
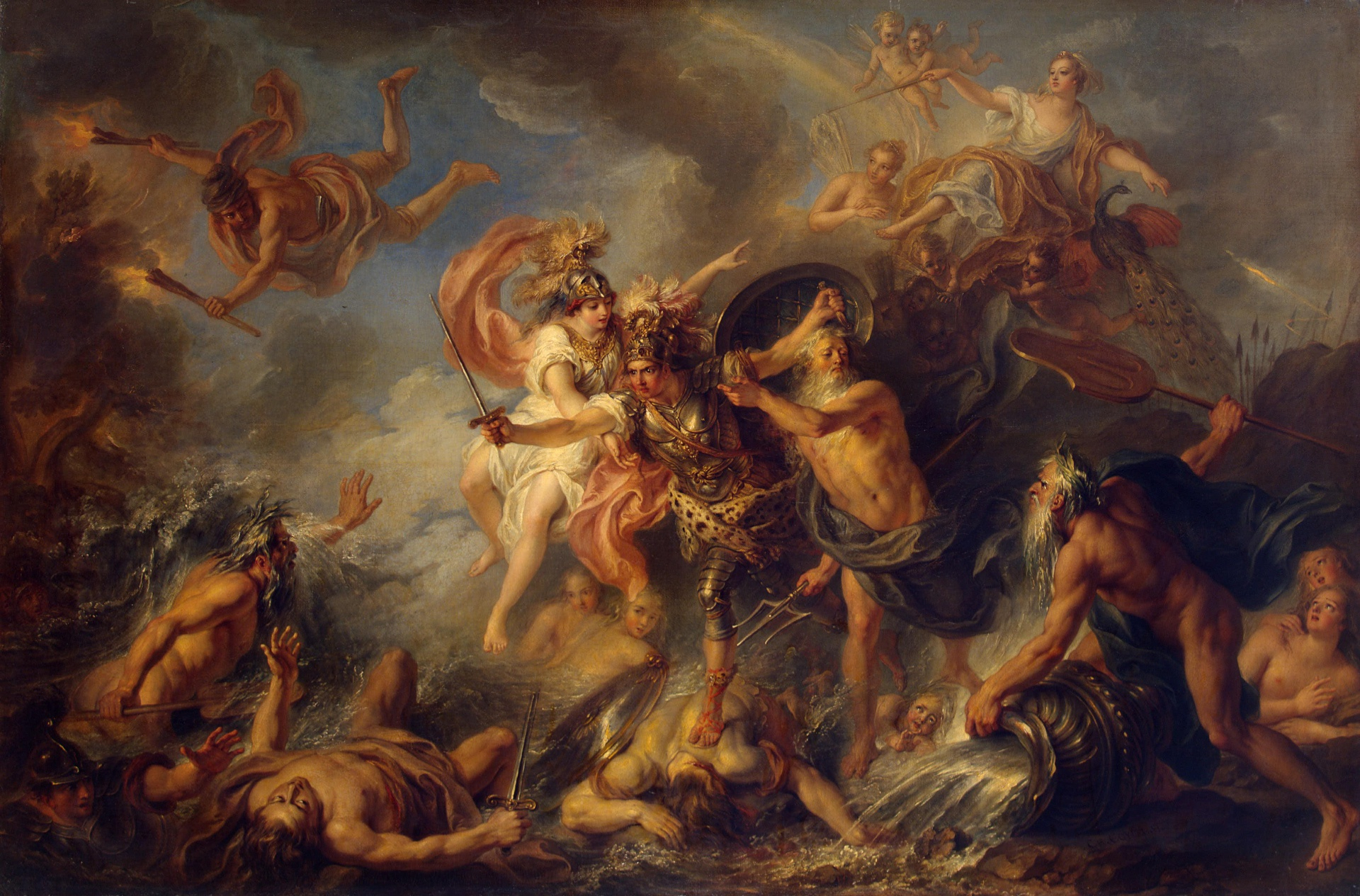
アキレスの怒り (1737)
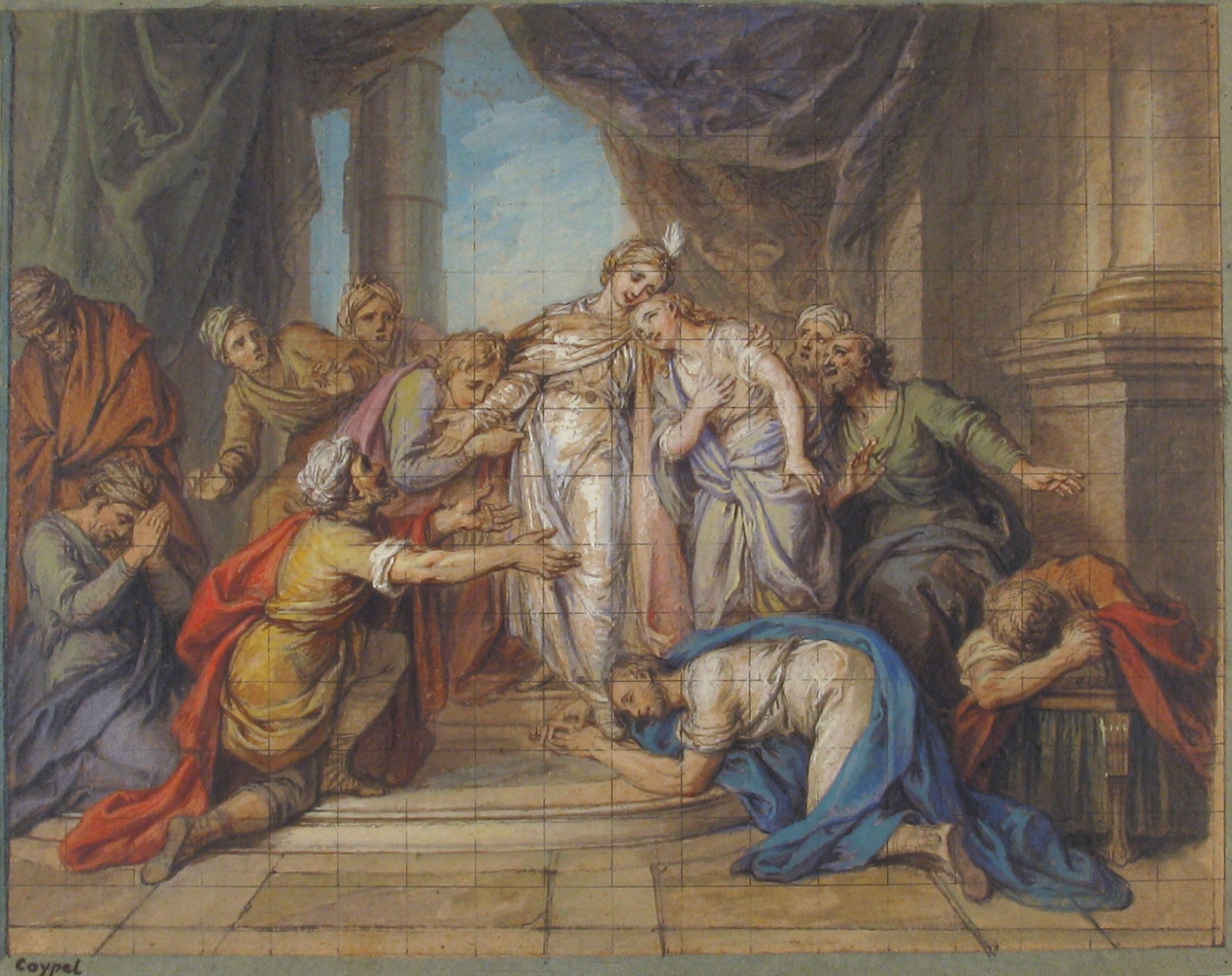
聖書のヨセフ物語の場面

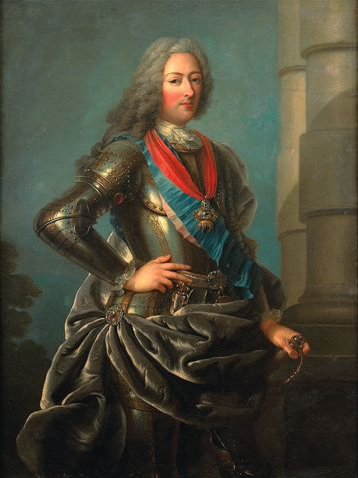
ルイ・ド・ブルボン＝オルレアン (オルレアン公) (c.1730)
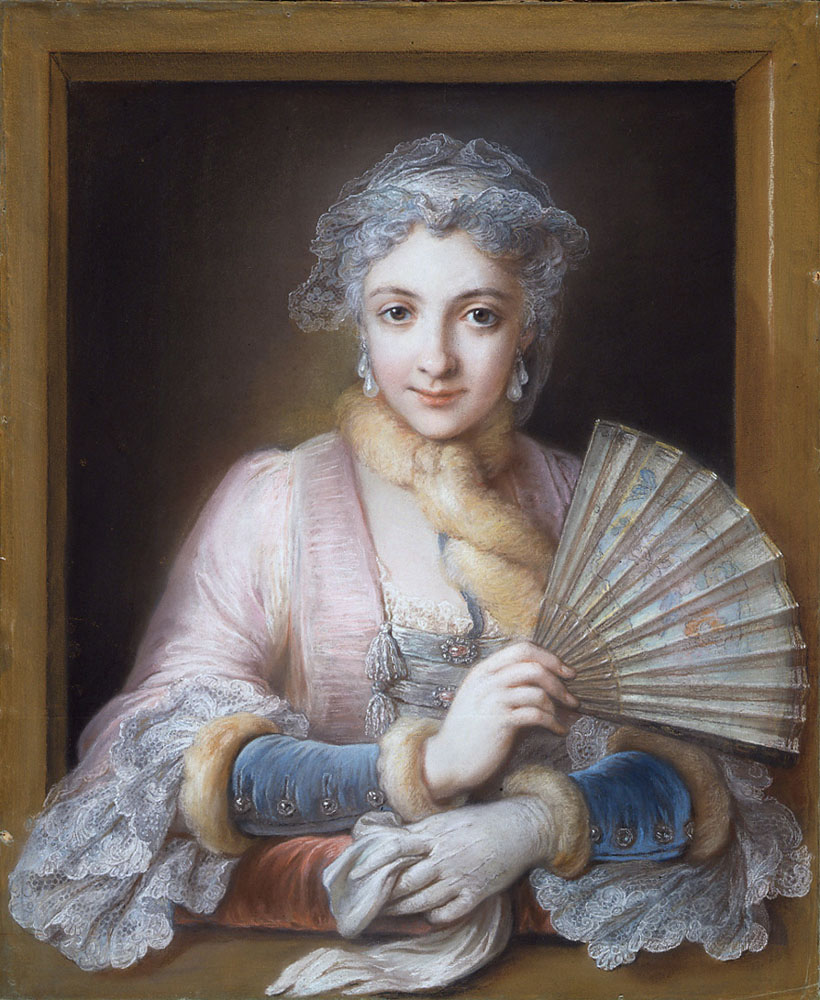
ラミュール伯爵夫人
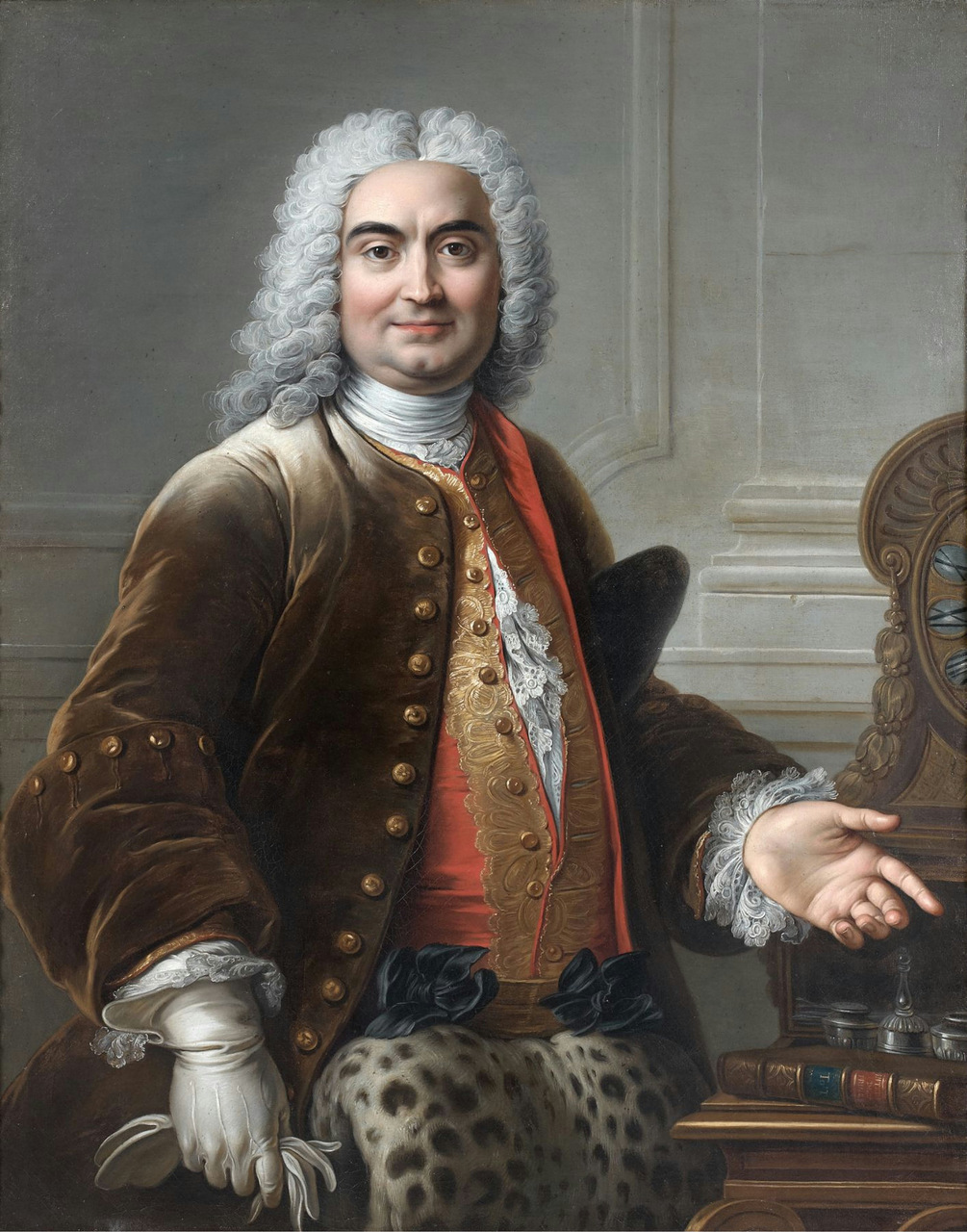
シャルル・ド・ロアン
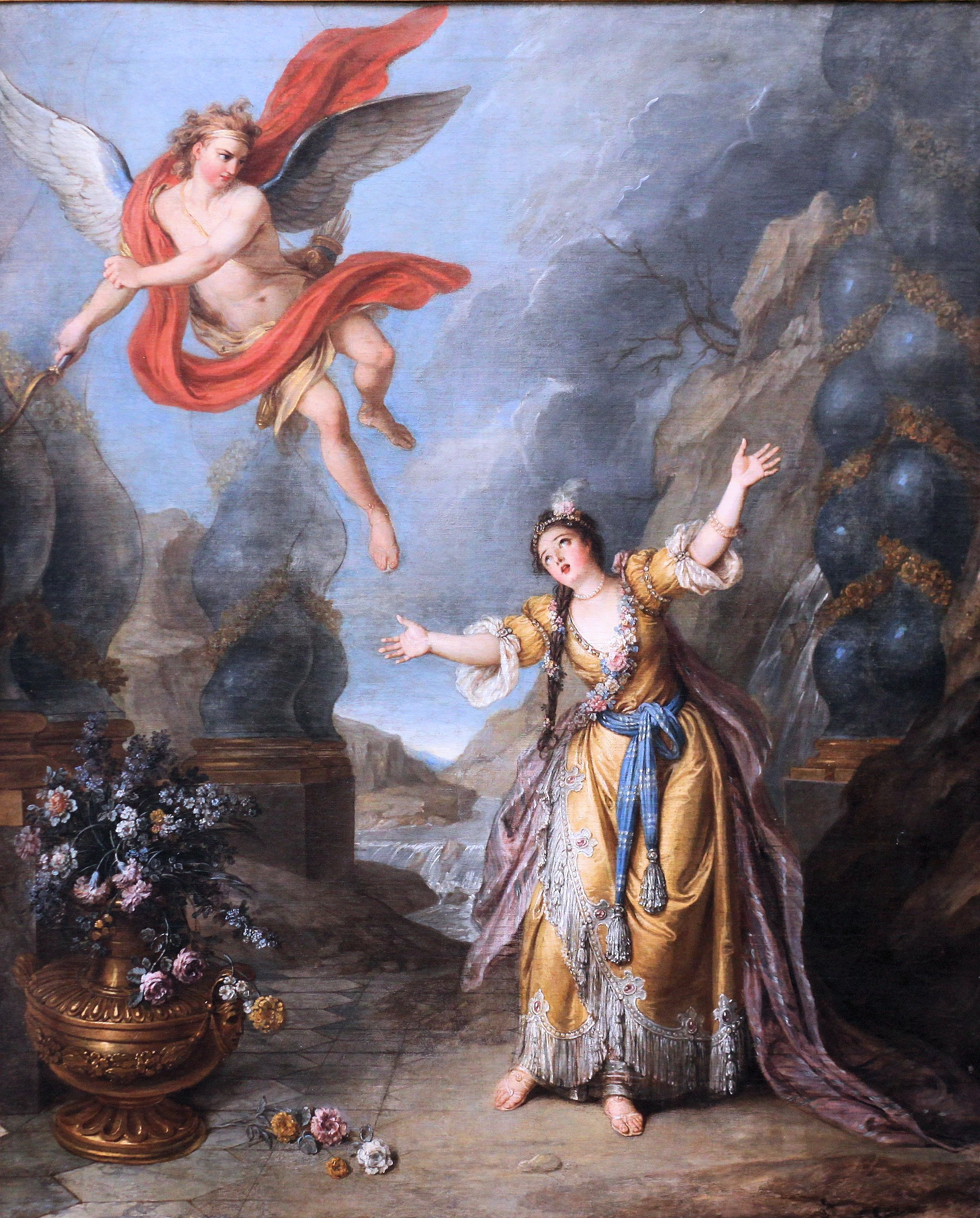
『プシケとクピードー』(1730)